# Dalian Shipbuilding Industry Company
Dalian Shipbuilding Industry Company (DSIC) es un astillero situado en Dalian, provincia de Liaoning (China). Forma parte de China Shipbuilding Industry Corporation (CSIC), que se ha fusionado con China State Shipbuilding Corporation (CSSC) para formar la mayor empresa de construcción naval de China.